# Signatures et graffitis anciens des grottes

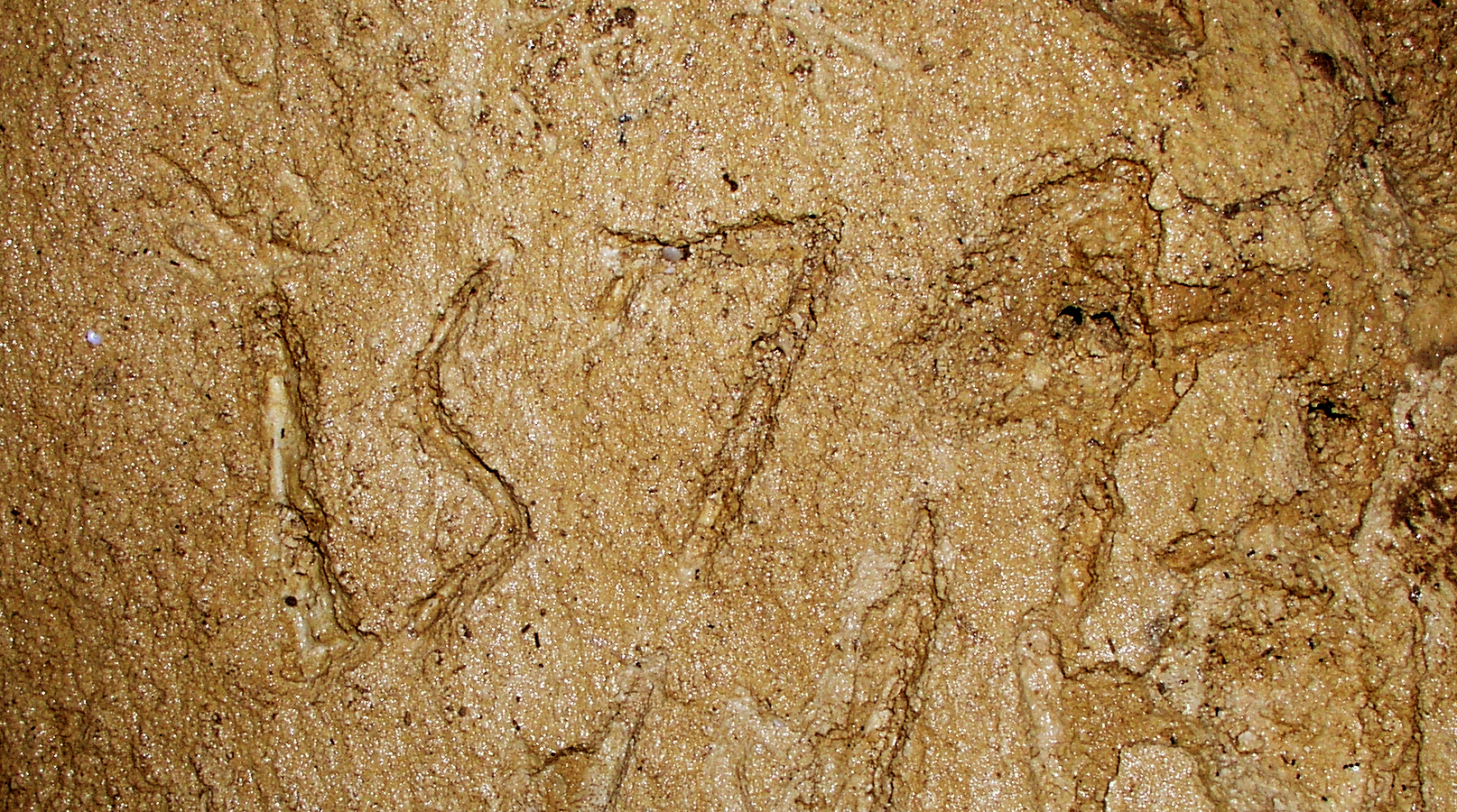
Date gravée de la grotte de la Lare à Saint-Benoît (Alpes-de-Haute-Provence).

Les signatures et graffitis anciens sont fréquents dans les cavités naturelles ; il s'agit d'une tradition ancienne encore peu admise mais dont l'acceptation varie selon les cultures.

## Définition
Un graffiti est une inscription ou un dessin tracé, gravé ou peint sur un support qui n'est pas vraiment prévu à cet effet. Le mot graffiti est un emprunt à l'italien graffito, lequel mot dérive du latin graphium (éraflure) qui tire lui-même son étymologie du grec graphein (γραφειν) : écrire, dessiner ou peindre. Bien que le singulier du terme italien soit graffito, il est préférable d'utiliser la forme francisée un graffiti, des graffitis.

## Culture et graffiti
Aujourd'hui, les graffitis laissés par les visiteurs de cavernes choquent les spéléologues modernes et l'opinion publique. Les différentes opinions et la sensibilité du sujet trouvent leur origine dans la culture, la mode et un certain conformisme. Ainsi, la manière d'appréhender la tradition des signatures permet d'élever au rang d’œuvres d'art des dessins préhistoriques et d'assimiler les graffitis à des souillures. Pourtant, les sites rupestres ou souterrains ont été décorés, effacés, surchargés durant de longues périodes, par différentes cultures sans qu'aucune réglementation n'ait été imposée aux intervenants. Les natifs (aborigènes, indiens, etc.) ne font d'ailleurs aucune différence entre ce qui a été dessiné il y a plusieurs milliers d'années et ce qui a été fait récemment. Certes, la tradition des signatures et graffitis dans les cavités naturelles est aujourd'hui un sujet plus sensible, mais renseigne sur les dates des incursions, les identités des protagonistes et les galeries connues à une période donnée. Les parois de la grotte ne sont qu'un support semblable aux pages d'un livre : elles peuvent fournir des indications précieuses sur la fréquentation des cavités.

## Ancienneté des signatures et graffitis

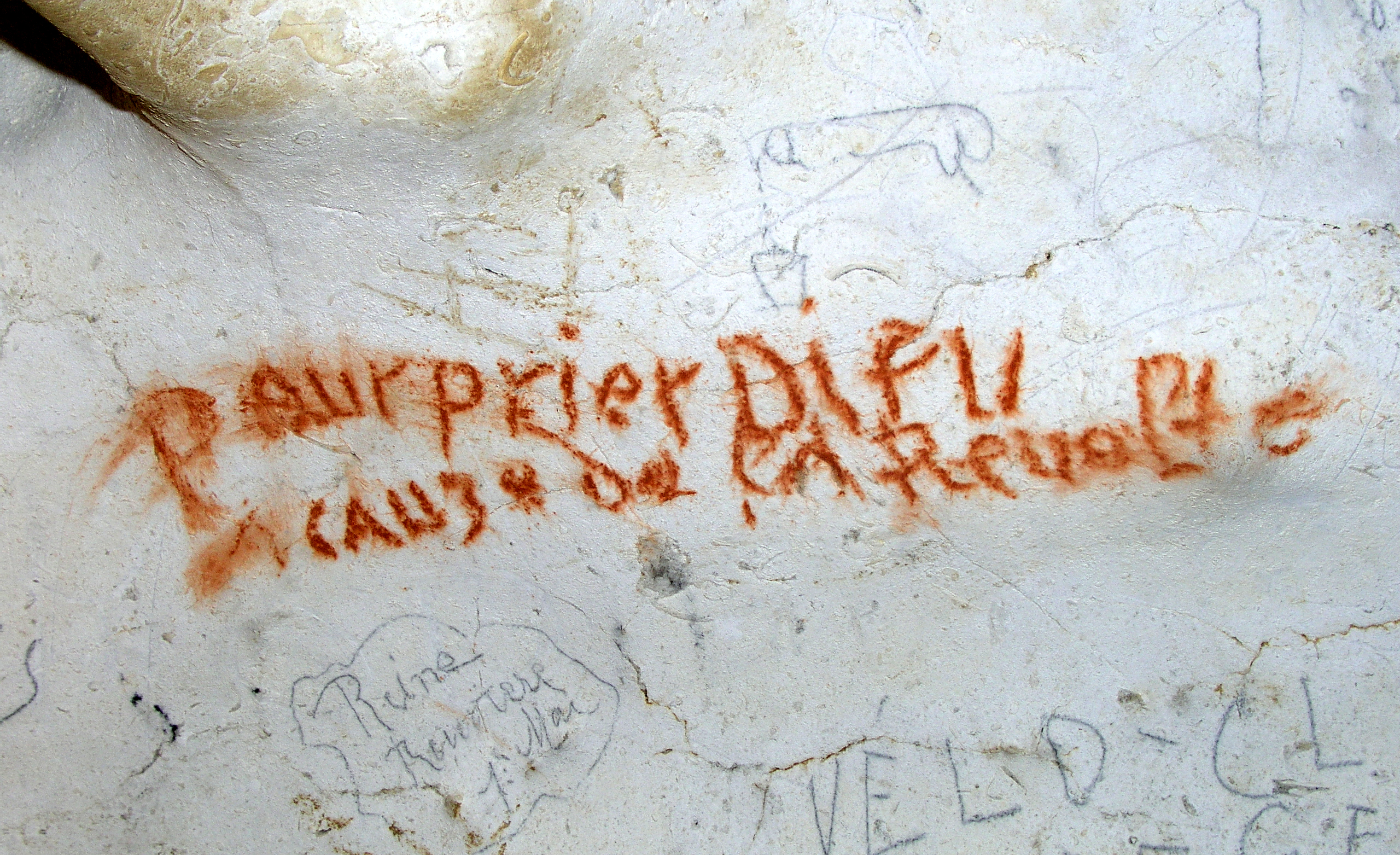
Inscription de la grotte de Cayre-Creyt à Vallon-Pont-d'Arc (Ardèche) attribuable à la fin du XVII^{e} siècle.

Les graffitis apparaissent dès l’Antiquité, on connaît ceux laissés en Égypte par les mercenaires grecs du VIIe siècle av. J.-C. Les graffitis ou signatures se fabriquent souvent à l’abri de la lumière, dans les geôles ou les casernes, les caves, les catacombes ou encore les grottes. Les individus qui se sont livrés à des activités clandestines, des pratiques illicites, spirituellement ou politiquement incorrectes ont couvert leurs retraites de graffitis : citons le cas de la grotte de Cayre-Creyt à Vallon-Pont-d'Arc en Ardèche : « Pour prier Dieu à cause de la révolte » qui fait référence aux guerres de Religion qui ont ravagé la France au XVIIe siècle. Souvent, on trouve des signatures datées ou millésimées qui attestent du passage de leurs auteurs dans des lieux éloignés de l’entrée des grottes.
La signature est une forme d’appropriation de la caverne ou des lieux visités qui relève d’une véritable tradition.

## La tradition des signatures
La tradition de signer est encore vivante chez certains spéléologues qui laissent leur nom au fond des cavités : Robert De Joly signe ainsi au fond du petit garagaï de la Sainte-Victoire (Bouches-du-Rhône) lors de son exploration de 1928. Aujourd'hui, on trouve ces pratiques peu respectueuses du milieu souterrain ; la tendance est à l’interdiction, voire l’éradication systématique des graffitis au profit des dessins préhistoriques par exemple.
Cette vision sélective des œuvres humaines est dommageable, car elle conduit parfois à la perte de représentations pariétales. Les bisons de la grotte de Mayrière supérieure à Bruniquel, en Tarn-et-Garonne, ont disparu sous les coups de brosses énergiques de jeunes mal encadrés au cours d'une sortie « dépollution ». Dans la grotte de Rouffignac (Dordogne), les graffitis anciens du XVIe et du XVIIe siècle sont traités et voués à disparaître au profit des dessins préhistoriques. Aujourd'hui, la tradition des signatures n'est plus admise, mais elle l'était autrefois.

## Les signatures de personnalités

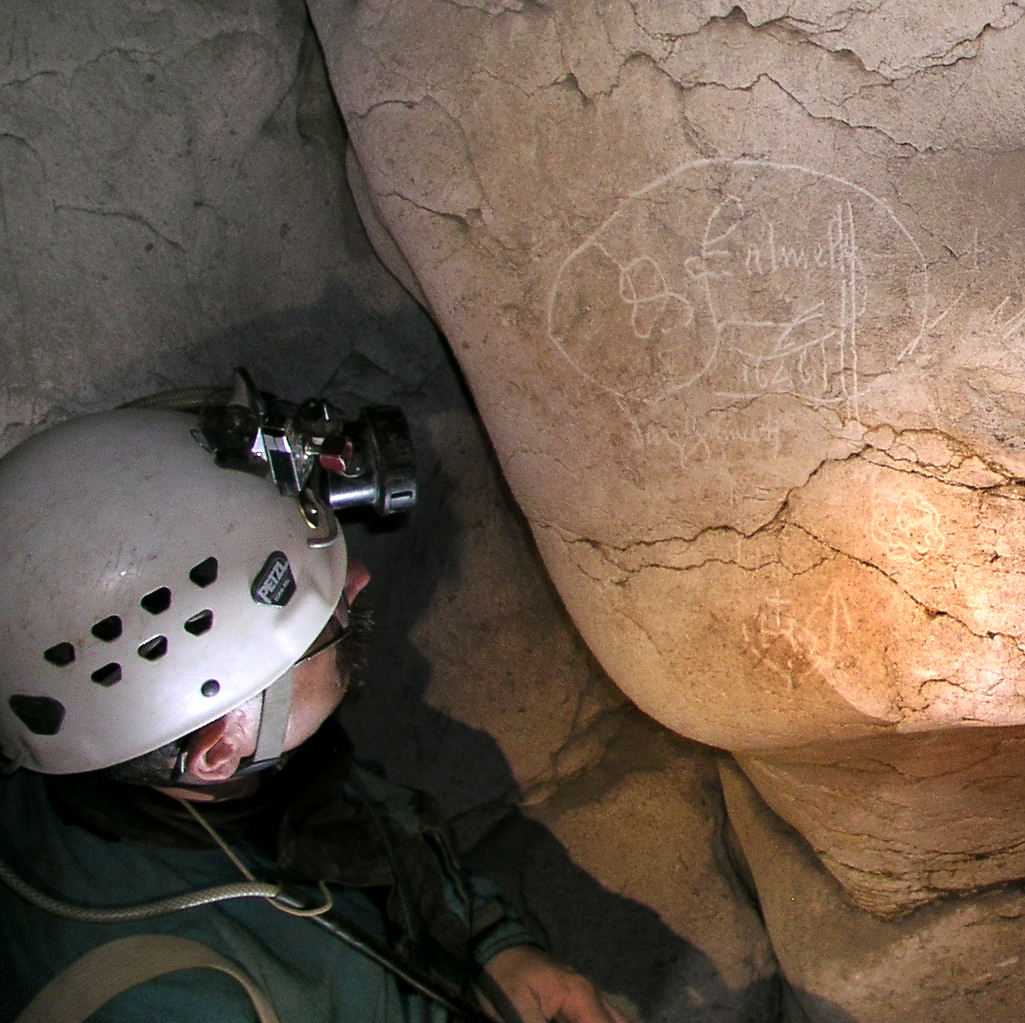
Signatures de Calmels en 1626 dans la grotte d'Aldène (Hérault).

La tradition des signatures est en vogue au XIXe siècle et nombreux sont les visiteurs qui laissent leur nom au fond des grottes. La plupart sont des inconnus qui déclinent parfois leurs noms et leurs qualités, mais parmi eux on peut parfois trouver des signatures connues laissées par des auteurs qui sont devenus de véritables personnalités. Il existe une signature « Martel 1883 » dans la grotte de Cayre-Creyt (Vallon-Pont-d'Arc, Ardèche). Cette signature est imputable à Édouard-Alfred Martel qui commence seulement à s’intéresser aux grottes et visite les cavités les plus connues de l'Ardèche. D'autres spéléologues célèbres ont laissé leur signature dans des grottes, comme Robert de Joly ou André Bourgin.

## Des grottes connues de longue date

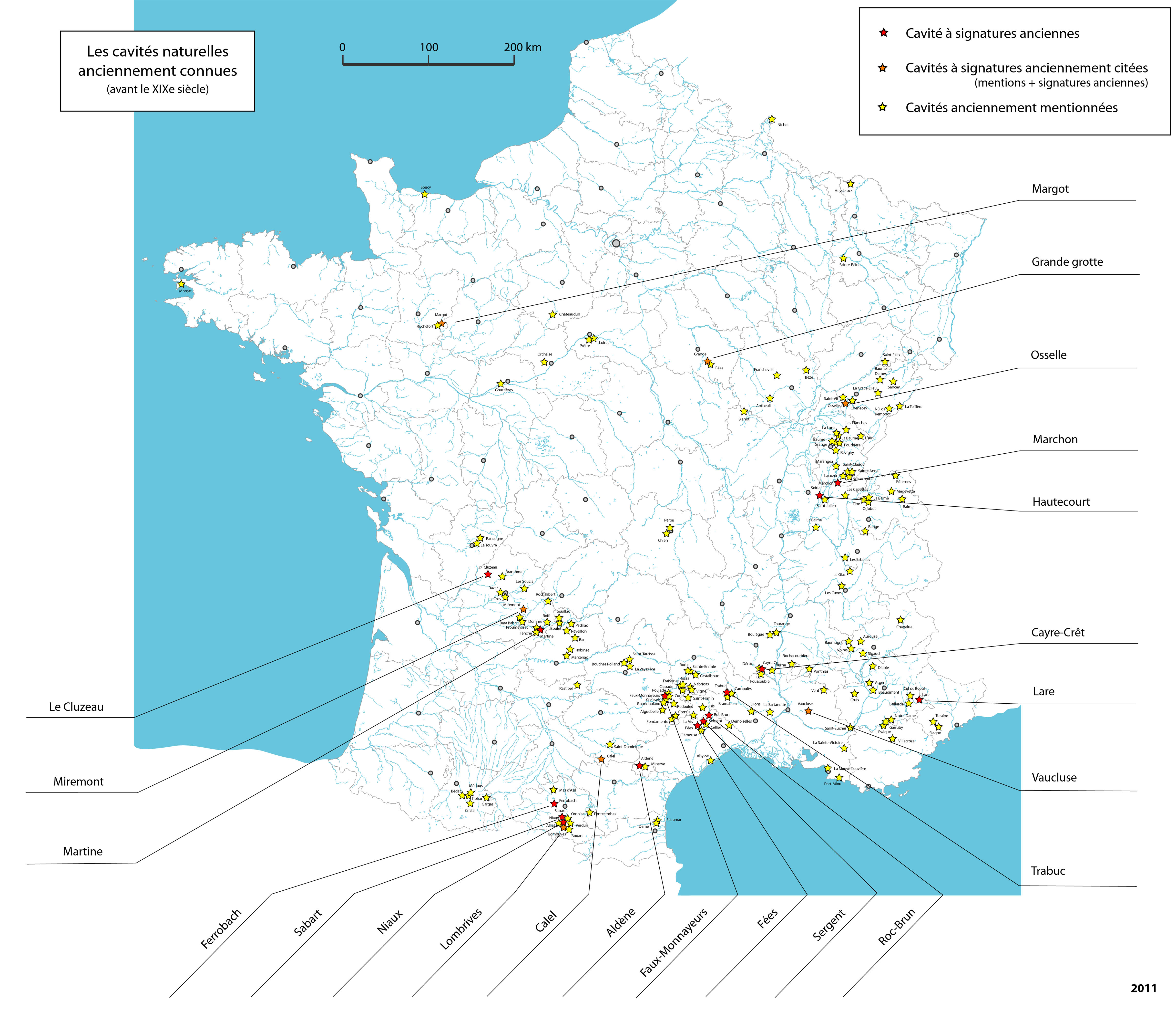
Carte des cavités anciennement connues de la France (avant le XIX^{e} siècle).

Statistiquement, on aura plus de chance de découvrir des signatures anciennes dans les grottes mentionnées anciennement dans la littérature.
En France, une carte permet de connaitre la répartition des cavités anciennement connues. On trouve quelques rares grottes en Val de Loire et en Bourgogne alors que la Franche-Comté, la Savoie, le Dauphiné, la Provence, le Languedoc, le Quercy, le Périgord et les Pyrénées centrales présentent une plus forte densité de cavités anciennement connues.
Toutefois, des cavités anciennement fréquentées auront pu échapper à la connaissance des auteurs anciens. C'est le cas pour la grotte de la Lare à Saint-Benoît (Alpes-de-Haute-Provence) qui présente un panel de signatures allant du XVI au XXe siècles, alors que la première mention de la grotte de la Lare remonte seulement au XIXe siècle. Sur les parois de cette grotte, a été gravé dans la calcite la date de 1574.

## Grottes d'Europe les plus anciennement fréquentées
Une liste des sites souterrains européens présentant des signatures anciennes a été proposée en 1992 par Trevor R. Shaw. La grotte de Postojna (Slovénie) recèle les signatures les plus anciennes, mais on constate aussi que certaines cavités françaises étaient déjà anciennement fréquentées par les curieux et les savants. Le courant naturaliste a permis à l’Europe d’entrer dans le Siècle des Lumières. Les grottes ont été l’objet d’études et de discussions ; Bernard Palissy a d’ailleurs proposé des explications hydrologiques cohérentes après sa visite en 1547 des caves gouttières de Savonnières près de Tours (Indre-et-Loire). Ces caves gouttières sont en fait des carrières souterraines dont le front de taille a recoupé des vides naturels intensément arrosés par des eaux incrustantes.
Les grottes fréquentées de longue date ont joué en rôle dans le développement et l'histoire des sciences. Leur recensement peut permettre de mieux comprendre l'évolution des idées sur leur formation (géologie), leurs aménagements ou leur occupation (archéologie).

## Les signatures antérieures au XVIIesiècle dans les grottes d’Europe
La liste ci-dessous complète celle ébauchée par Trevor R. Shaw. On note la sur-représentation des grottes françaises à partir du XVIe siècle. Il est probable que cette sur-représentation souligne l’indigence des données exploitables de la période dans les autres pays d'Europe.
| Noms des cavités | Régions                 | Pays        | Dates ou périodes |
| --- | ----------------------- | ----------- | ----------------- |
| Postojnska jama (1213, 1323, 1343, 1393, 1412) | Carniole-Intérieure     | Slovénie    | 1213              |
| Cueva de Atapuerca (signatures du XIIIe s., Cueva Mayor : 1444) | Burgos                  | Espagne     | XIIIe s.          |
| Drachenloch (de) (1387, 1409, 1445, 1484, 1487, 1498) | Styrie                  | Autriche    | 1387              |
| Cova des Màrmol (14(13-15), 1471, 1586, 1640, 1644, 1657, 1660, 1683, 1684, 1696, 1704, 1710, 1720, 1722, 1730, 1733, 1734, 1736, 1740, 176(1), 1764, 177(1), 1772, 1779, 1(7)84, 1786, 1787, 1(799)) | Minorque, Iles Baléares | Espagne     | 1413 ou 1415      |
| Jasovská jaskyna (1447, 1452) | Kosice                  | Slovaquie   | 1447              |
| Grotta delle Fate (1451) | Émilie-Romagne          | Italie      | 1451              |
| Grotta di Monte Cucco (it) (au XVe s., des visiteurs laissent leurs signatures sur les parois) | Ombrie                  | Italie      | XVe s.            |
| Grande grotte d'Arcy (Joachim de Sermizelle grave son nom et l'année de sa visite en 1549) | Yonne                   | France      | 1549              |
| Kents Cavern (inscription datée de 1571 de William Petrie) | Devon                   | Royaume Uni | 1571              |
| Grottes de Gargas (1572) | Hautes-Pyrénées         | France      | 1572              |
| Grotte de la Lare (1574, 1649, 1701, 1720, 1750) | Alpes-de-Haute-Provence | France      | 1574              |
| Grotta di Santa Lucia (Sanctuaire près de Toirano comportant de nombreuses signatures du XVIe siècle notamment)                                                                                       | Ligurie                 | Italie      | 1569              |
| Grotte de Lombrives (« D. R. ROY DE NA. CO. de FOIX : 1578 », Henri IV en serait l'auteur) | Ariège                  | France      | 1578              |
| Cova de S'Aigo (158(.), 1602, 1628, 1710, 1714, 1737, 1742, 1773, 1784) | Minorque, Iles Baléares | Espagne     | 1580 à 1589 (?)   |
| Grotte de Cayre-Creyt (1595, 1632, 1687, 1793) | Ardèche                 | France      | 1595              |
| Grotte d'Aldène (signatures des XVI au XVIIIe s.) | Hérault                 | France      | XVIe s.           |
| Grotte de Rouffignac (graffitis et inscriptions du XVIe s.) | Dordogne                | France      | XVIe s.           |
| Jama pod Predjamskim gradom (signatures du XVIe s.) | Carniole-Intérieure     | Slovénie    | XVIe s.           |